# Jarosław Kozidrak
Jarosław Marek Kozidrak (ur. 8 stycznia 1955 w Lublinie, zm. 12 czerwca 2018 tamże) – polski gitarzysta i klawiszowiec, wokalista i kompozytor, założyciel zespołu Bajm.
W młodości wraz ze starszą siostrą Mariolą założył zespół Oda 70. W okresie studiów grał w rockowym zespole Targowisko Próżności. W 1978 z młodszą siostrą Beatą, Andrzejem Pietrasem i Markiem Winiarskim założył zespół Bajm, w którym grał na gitarze elektrycznej, instrumentach klawiszowych oraz śpiewał. Jako członek zespołu brał udział w nagraniu trzech pierwszych płyt: Bajm (1983), Martwa woda (1985) oraz Chroń mnie (1986). Był m.in. kompozytorem takich piosenek jak „Józek, nie daruję ci tej nocy”, „Nie ma wody na pustyni”, „Piechotą do lata” czy „Dwa serca, dwa smutki”. Z zespołu odszedł w 1987, aczkolwiek sporadycznie grywał na jego koncertach. W 1999 wydał płytę Instrumentalne, zawierającą instrumentalne wersje przebojów Bajmu.  
W 2002 z list Polskiego Stronnictwa Ludowego kandydował do lubelskiej rady miejskiej. 
Został pochowany na cmentarzu przy ul. Lipowej w Lublinie w grobie rodzinnym.

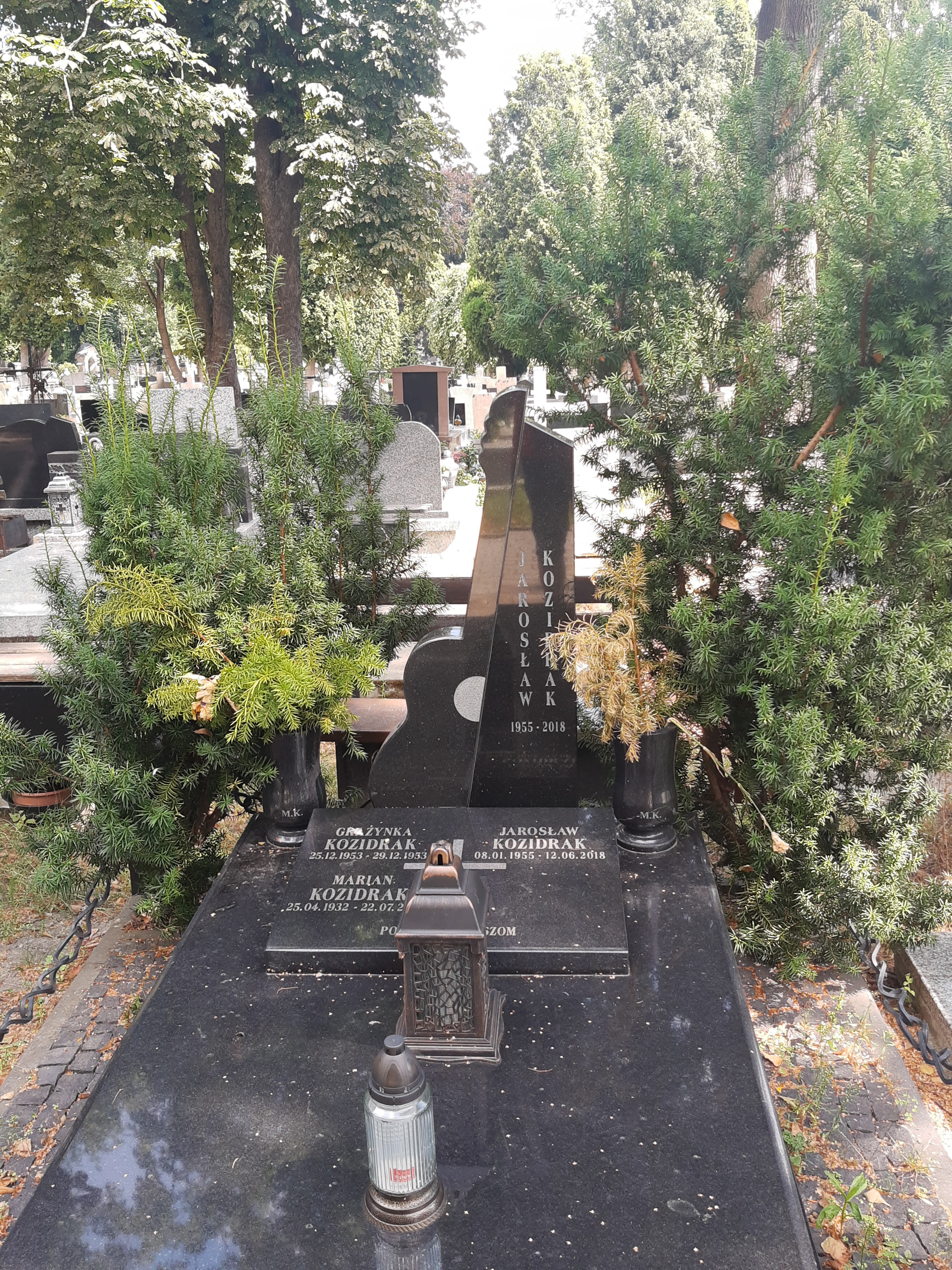
Grób Jarosława Kozidraka na cmentarzu przy ulicy Lipowej

## Życie prywatne
Miał starszą o trzy lata siostrę Mariolę i młodszą o pięć lat siostrę Beatę. Z żoną Grażyną miał syna Marcina.